# 札幌かに本家
札幌かに本家（さっぽろかにほんけ）は、材料にカニを使用した料理を中心に展開する海鮮料理専門店。愛知県名古屋市に本部を、北海道札幌市に本店を置く。設立は1971年9月2日、現在の社名になったのは1984年、代表者は日置達郎である（2007年現在）。本部所在地は愛知県名古屋市中区栄3丁目8番28号（札幌かに本家栄中央店）。

## 沿革
札幌かに本家の前身となる、かに道楽名古屋住吉店は1967年6月に開店した。この頃には現在の社長である日置達郎がすでに、大阪市でかに道楽の創業などに携わっていた。その後独立して1972年に株式会社道頓堀を設立、翌年に会社名称を株式会社名古屋かに道楽へ変更した。1974年、グループ会社として株式会社かに栄を設立し、同年5月には材料の仕入を行う拠点を北海道苫小牧市に作り上げた。翌年にはアメリカ合衆国にも仕入れの拠点となる地域を確立、1980年に年間来客数100万人を成し遂げる。
1981年4月、名古屋市内に名古屋駅前店をオープンし、同時に名古屋かに道楽の本店と本社を同店に移動した。また、この年より寿司道楽の店舗展開も積極的に行う。1982年にはグループ会社として日置実業と株式会社かに本家を設立、当時の千歳空港内にもかに売店を設置し、以前からあった苫小牧市の事業所を増設した。1983年にはセントラルキッチン栄センターを開設、その翌年に株式会社かに本家から現在の株式会社札幌かに本家へと社名を変え、千歳売店を設置した。1985年からは北海道に本格的に進出、同年3月には札幌駅前店をオープンさせる。その後チェーン店として各地に店舗を展開し、1992年には各メディアに取り上げられるなどした。その後売上高は減少の一途を辿り、近年の業績は最盛期の30%以下にまで落ち込んでいる。
2002年1月、それまで名古屋市にあった本店を札幌市の札幌駅前店へと移転、同年4月に株式会社名古屋かに道楽と株式会社札幌かに本家は合併することとなり、合併後の会社名を株式会社札幌かに本家とした。

## 運営
札幌かに本家の店舗外観は、かに道楽と同じく特徴的で巨大な動くカニのオブジェが設置されており、夜になるとライトアップされる。「豪華民芸造り」をテーマとした店舗内は、和のデザインを意識した個室、日本庭園、「カニの穴」から動くカニを見ることができるカニの生簀や洞窟を模したカウンター席など、各店舗に設けられている様々な演出の中で料理や宴会を楽しめる。
店内で提供される料理には、本タラバガニを使用するなど独自に研究開発された創作会席料理が中心である。また、「かにすき」や「かに姿ゆで」など鍋物料理も楽しむことができるほか、かに甲羅揚げやグラタンがついたお子様会席を注文できる。
また、苫小牧市の漁港には仕入と発送の双方を行う本部を設置し、同時に海水循環式の大規模な蟹生簀を設けている。こうしてその数3万匹もの蟹を備蓄可能な生簀を管理することで、年中いつでも新鮮なケガニを調達することを可能にしている。同社が扱う蟹の種類は主にズワイガニ、タラバガニ、ケガニである。

## 店舗

### 現有店舗
- 本店（札幌駅前店） - 札幌市中央区北3条西2丁目1-18[6]
- 仙台店 - 仙台市青葉区一番町4丁目2-5[7]
- 秋田店 -秋田市中通2丁目3-8 アトリオン12階[8]
- 名古屋駅前店 - 名古屋市中村区名駅南1丁目17-20[9]
- 栄中央店 - 名古屋市中区栄3丁目8-28[10]
- 金山店 - 名古屋市中区金山2丁目16-21[11]
- 八事店 - 名古屋市昭和区八事本町100-37[12]
- 豊田城店 - 愛知県豊田市十塚町4-20[13]
- 岡崎店 - 愛知県岡崎市康生通西3-26[14]
- 四日市店 - 三重県四日市市浜田町4-17[15]
- 福岡那の川店 - 福岡市南区那の川2丁目1-1[16]

### 過去に存在した店舗
- ホテルアーサー札幌店
- 札幌センタービル店
- 静岡七間町店[2]
- 住吉店[2]
- えぞっ子住吉店[2]
- 栄店[2][17] - 名古屋市中区栄3丁目15-7
- 豊田そごう[2]
- 豊橋店[2]
- 岐阜店[18] - 岐阜市金町2-8
- 福岡天神店[2]
- 豊橋駅前店 - 愛知県豊橋市駅前大通1-36[19]（2012年10月31日閉店）
- 静岡駅前店 - 静岡市葵区紺屋町7-15[20]
- すすきの店 - 札幌市中央区南6条西4丁目1-3[21]

## 関連会社
- 東海開発株式会社[2]

## 事件・事故
2015年2月15日、札幌かに本家の駅前本店にある地上15m、重さ25kgの看板が落下した。この事故により歩道を通行していた女性が意識不明の重体となる。事故当日の午前には通行人から看板の部品が落下しているとの指摘を受けるも目視のみで対策を取らなかったという。店は建築基準法で義務付けられている市への点検報告を怠っていたことも判明している。この事件について社長が謝罪したものの、重体の被害者に対し「ご迷惑をお掛けしました」という認識不足と思われる発言がなされ、SNS等において批判の声が上がっている。
2016年1月18日、看板の落下を予見できたのに対応を怠ったとして、業務上過失致傷で副店長を書類送検した。
これに対し同社は“事故の主な要因は、定められた方法で溶接しないなど看板の設置業者に問題があった▽定められた保守点検は実施していた▽事故前の落下指摘には副店長自らが点検するなど適切に対応した、などと主張。被害に遭った女性に対する責任を認め、「改めておわびし、今後も誠実に対応したい」としながらも、「一従業員である副店長に刑事処分に相当する過失があったとは言えない」とし、争う構えを見せている。http://www.asahi.com/articles/CMTW1601190100004.html
札幌地検は2016年3月28日、業務上過失傷害の罪で、同店責任者の副店長を在宅起訴した。弁護人によると、副店長は「刑事責任を問われるような過失はなかった」と、起訴内容を否認しているという。北海道警によると、女性は今も意識不明のまま入院している。札幌かに本家本部は「起訴された事実が確認できていないので、現時点ではコメントはできない」としている。http://lite.blogos.com/article/169265/

## 脚註
1. 1 2 3  株式会社札幌かに本家 第42期決算公告
2. 1 2 3 4 5 6 7 8 9 10 11 12 13 14 15 16 17 18  “札幌かに本家チェーン 会社概要 沿革”. 2012年3月19日閲覧。
3. ↑  “札幌かに本家チェーン 会社概要 社長挨拶”. 2012年3月19日閲覧。
4. ↑  「中部の中堅200社」1995年日本経済新聞社編・刊391ページ
5. ↑  http://www.meidaisha.co.jp/s2016/company_detail/611
6. ↑  “札幌かに本家 札幌駅前本店”. 2012年3月19日閲覧。
7. ↑  “札幌かに本家 仙台店”. 2012年3月19日閲覧。
8. ↑  “札幌かに本家 秋田店”. 2012年3月19日閲覧。
9. ↑  “札幌かに本家 名古屋駅前店”. 2012年3月19日閲覧。
10. ↑  “札幌かに本家 栄中央店”. 2012年3月19日閲覧。
11. ↑  “札幌かに本家 金山店”. 2012年3月19日閲覧。
12. ↑  “札幌かに本家 八事店”. 2012年3月19日閲覧。
13. ↑  “札幌かに本家 豊田城店”. 2012年3月19日閲覧。
14. ↑  “札幌かに本家 岡崎店”. 2012年3月19日閲覧。
15. ↑  “札幌かに本家 四日市店”. 2012年3月19日閲覧。
16. ↑  “札幌かに本家 福岡那の川店”. 2012年3月19日閲覧。
17. ↑  “札幌かに本家 店舗案内”. 2012年3月19日閲覧。閲覧時、「全国店舗一覧」に店舗名なし。
18. ↑  “札幌かに本家 トップページ”. 2012年3月19日閲覧。閲覧時、「おしらせ」欄に「平成23年5月末日をもって閉店」との記載あり。
19. ↑  “札幌かに本家 豊橋駅前店”. 2012年3月19日閲覧。
20. ↑  “札幌かに本家 静岡駅前店”. 2012年3月19日閲覧。
21. ↑  “札幌かに本家 すすきの店”. 2012年3月19日閲覧。
22. ↑  http://newsdigg.org/article/headlines.yahoo.co.jp/hl%3Fa%3D20150216-00000080-mai-soci など